# لانومودارا
لانومودارا (به لاتین: Lanumodara) یک منطقهٔ مسکونی در سری‌لانکا است که در استان جنوبی (سری‌لانکا) واقع شده‌است.